# Aleksander Fredro
Aleksander Fredro (20 tháng 6 năm 1793 - 15 tháng 7 năm 1876) là nhà thơ, nhà viết kịch theo trường phải chủ nghĩa lãng mạn Ba Lan trong thời kỳ đất nước bị chia cắt. Tác phẩm của ông là những vở kịch được viết theo thể thơ bát cú (Zemsta) và văn xuôi (Damy i Huzary), những câu truyện ngụ ngôn kinh điển của văn học Ba Lan. một số người đương thời chỉ trích gay gắt Fredro do vở hài của ông quá vô tư, thậm chí họ cho rằng đấy là dấu hiệu của sự vô đạo đức (Seweryn Goszczyński, 1835). Nhiều vở kịch của Fredro được phổ biến với công chúng chỉ sau khi ông qua đời. Các tác phẩm nổi tiếng nhất được dịch sang tiếng Anh, tiếng Pháp, tiếng Đức, tiếng Nga, tiếng Séc, tiếng Rumani, tiếng Hungary và tiếng Slovak.

## Tiểu sử
Aleksander Fredro sinh ra ở làng Surochów gần Jarosław, khi đó là lãnh thổ của Áo. Xuất thân từ từ gia đình địa chủ, ông được giáo dục ngay tại nhà. Ông gia nhập quân đội Ba Lan năm 16 tuổi và tham gia các cuộc chiến, chiến dịch Mát-xcơ-va. Cuốn hồi ký Topsy Turvy Talk của ông, dưới ngòi bút đậm chất phong cách của Laurence Sterne trong tác phẩm Tristram Shandy, kể lại những trải nghiệm trong quân đội trong chiến dịch cuối cùng của Napoléon Bonaparte. Khi ở Pháp năm 1814, ông rất quan tâm đến phim truyền hình Pháp. Sau khi rời quân ngũ, ông định cư và bắt đầu viết kịch.
Tác phẩm văn học đầu tay xuất bản năm 1817 nhưng không theo trường phái chủ nghĩa lãng mạn. Ông viết hài kịch xã hội, nói về lối sống của giới quý tộc Ba Lan (Szlachta) với kỹ năng dẫn dắt cốt truyện rất đặc trưng, cũng như sự linh hoạt trong cách hành văn. Tác phẩm của ông cũng có tính hài hước đặc trưng của thời kỳ Lãng mạn, mang một kết cấu nhịp độ nhanh với mức độ tinh vi khác nhau.
Hai trong số những truyện ngụ ngôn của Fredro, Khỉ tắm Bồn (Małpa w kąpieli); Paul và Gawel (Paweł i Gaweł), là những câu chuyện thiếu nhi phổ biến nhất ở Ba Lan. Bộ phim hài nổi tiếng nhất của ông, Zemsta (Báo thù), được  đạo diễn phim nổi tiếng Andrzej Wajda chuyển thể thành phim  năm 2002. 

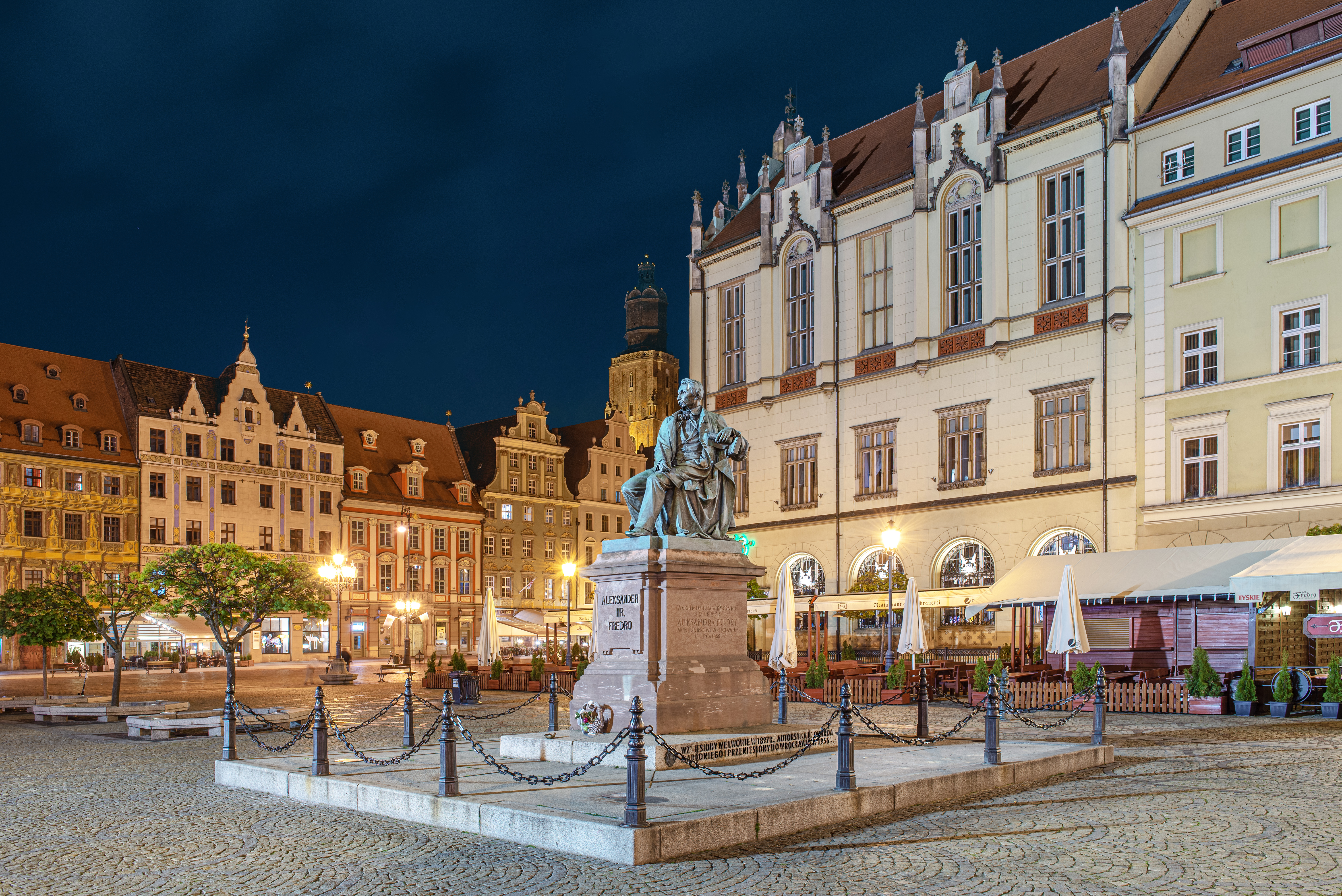
Đài tưởng niệm Aleksander Fredro, chuyển từ Lviv (Ukraine) đến Wrocław (Ba Lan) sau Thế chiến II

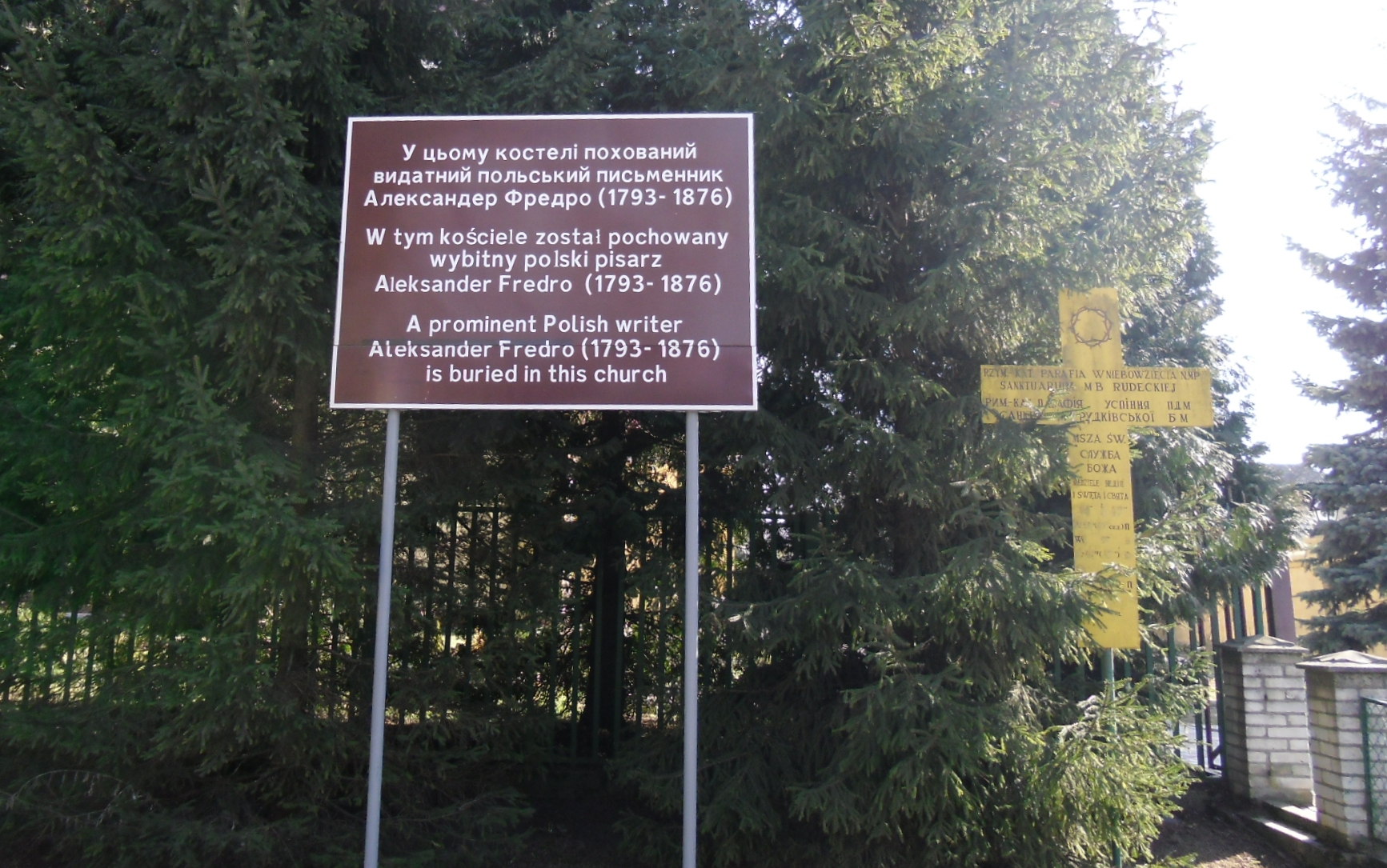
Tấm bia tưởng niệm Alexander Fredro (1793-1876) tại Nhà thờ Công giáo La Mã Rudky

Ông qua đời vào ngày 15 tháng 7 năm 1876 tại Lviv và được chôn cất trong ngôi mộ dòng họ tại Nhà thờ Công giáo Rudky.

## Các tác phẩm kịch hài
- Ông Geldhab (Pan Geldhab, viết năm 1818 và diễn lần đầu vào năm 1821)
- Người đàn ông và vợ (Mąż i ona, 1812/1822)
- Người đàn bà và chồng (Damy i Huzary, viết năm 1825)
- Ông Jovial (Pan Jowialski, viết và biểu diễn năm 1832)
- Lời thề của Maidens, hay Sự thu hút của tấm lòng (Śluby panieńskie, czyli Magnetyzm serca, thực hiện năm 1833)
- Báo thù (Zemsta, viết năm 1833, diễn lần đầu vào năm 1834)
- Thường niên (Dożywocie, viết và diễn vào năm 1835)